# Doble vida
Doble vida (A Double Life) es una película estadounidense de 1947 del género de cine negro dirigida por George Cukor, con Ronald Colman en el rol principal. El guion fue escrito por Garson Kanin y Ruth Gordon. Durante el rodaje, se plantearon y se utilizaron como títulos de trabajo Inspiration y The Art of Murder. 
La película fue ganadora de dos premios Óscar: al mejor actor y a la mejor música.

## Argumento
Un matrimonio de actores interpreta la obra Otelo. El actor masculino, influido por su rol, comienza a perder el equilibrio mental y es incapaz de discernir entre ficción y realidad.

## Premios

### Óscar 1947
- Oscar y Globo de Oro al mejor actor: Ronald Colman.
- Óscar a la mejor banda sonora: Miklós Rózsa.
- Candidatura al Óscar al mejor director: George Cukor
- Candidatura al Óscar al mejor guion original: Ruth Gordon y Garson Kanin